# Shadow of Intent
Shadow of Intent est un groupe américain de deathcore, originaire de Hatford, dans le Connecticut.

## Histoire

### Formation et débuts (2013–2017)
Shadow of Intent est formé en 2013 dans le Connecticut par le chanteur Ben Duerr et le guitariste Chris Wiseman. Ils se rencontrent en jouant dans des groupes distincts lors d'un concert local. Le groupe est d'abord formé comme un projet de studio. Ils étaient inspirés par Halo et le nom « Shadow of Intent » provenait d'un vaisseau de la série de jeux portant le même nom. Duerr se décrit comme un nerd de Halo et déclare que leur musique suit l'histoire des romans de Halo.
Le groupe publie son EP Inferi Sententia le 18 juillet 2014, et son premier album Primordial le 10 janvier 2016. Les titres des deux albums sont produits via des enregistrements faits maison. Tous les titres d'Inferi Sententia sont réenregistrés et repris sur Primordial. Les pistes de batterie sont programmées sur les deux albums. Des claviers et des échantillons orchestraux sont également présents sur ces deux albums. Duerr se charge uniquement de l'écriture et du chant pendant le processus de production, tandis que Wiseman se charge du reste de l'écriture.
Le 19 septembre 2016, ils annoncent l'arrivée de Matt Kohanowski à la batterie, marquant la fin de la période où le groupe était un projet à deux. Le 31 mars 2017, ils annoncent l'arrivée des nouveaux membres Federico Zuccarelli à la guitare et Keith Kohlhepp à la basse. Cela porte le nombre total de membres du groupe à cinq. Le 28 avril 2017, Shadow of Intent sort Reclaimer, leur premier album sans pistes de batterie programmées et le premier album à présenter un joueur unique sur chaque instrument. Le groupe publie The Instrumentals le 20 octobre 2017. L'album contient des versions instrumentales de toutes les chansons des deux albums précédents.

### Melancholy and Elegy(depuis 2018)
En décembre 2017, Shadow of Intent commence à tourner avec sa formation désormais composée de quatre membres. Ils jouent leurs premiers concerts au Webster Theater à Hartford et au Gramercy Theater à New York. Le 30 mars 2018, ils sortent leur premier single Underneath a Sullen Moon. Il s'agit du premier titre qui n'est pas sur le thème de Halo et de leur deuxième titre publié qui ne commence pas par le mot « The ». Le groupe effectue sa première grande tournée au printemps 2018 en première partie de la tournée Chaos and Carnage de Carnifex. Oceano, Winds of Plague, Archspire, Spite, Widowmaker et Buried Above Ground accompagnent Shadow of Intent sur cette tournée. À l'été 2018, le groupe tourne aux côtés de Whitechapel, The Black Dahlia Murder, Fleshgod Apocalypse et Aversions Crown.
Le 14 décembre 2018, le groupe annonce qu'Anthony Barone (ex-A Night in Texas) rejoindra le groupe en tant que batteur. Le 16 août 2019, Shadow of Intent publie Melancholy qui inclut une version remastérisée du single susmentionné comme l'une des pistes de l'album. Francesco Ferrini de Fleshgod Apocalypse contribue au travail orchestral sur cet album. Melancholy est décrit comme un album conceptuel décrivant des suicides de masse orchestrés par une déesse démoniaque. Cet album a marqué un tournant par rapport à l'écriture de musique strictement sur le thème de Halo. Une version instrumentale de Melancholy est également sortie le 22 novembre 2019.
À l'hiver 2020, le groupe effectue sa première grande tournée en tête d'affiche à travers les États-Unis, accompagné d'Inferi, Signs of the Swarm et Brand of Sacrifice. Le 8 novembre 2020, le groupe annonce se séparer d'Anthony Barone et que Bryce Butler (Contrarian) le remplace. En octobre 2021, le groupe annonce son quatrième album studio, Elegy, pour une sortie en janvier 2022, qui est finalement très bien accueilli par la critique. Une édition de luxe de l'album est publiée en numérique le 9 septembre 2022, comprenant une face B intitulée Frozen Tomb et une reprise de Laid to Rest de Lamb of God. Au cours de l'hiver 2022, le groupe tourne aux États-Unis aux côtés de Cannibal Corpse, Whitechapel et Revocation.
Le 30 mars 2023, le groupe sort un nouveau single intitulé The Migrant qui montre un retour à l'écriture de chansons sur le thème de Halo. Un autre nouveau single intitulé Flying The Black Flag sort le 30 août 2024, mais celui-ci n'est pas une chanson sur le thème de Halo.

## Style musical et influences
Le style musical de Shadow of Intent a souvent été qualifié de deathcore,,, et de deathcore symphonique,,, et comparé à Fleshgod Apocalypse, Ovid's Withering et Dimmu Borgir. Leur son est souvent mélangé au blackened death metal, au metal progressif,, au death metal mélodique,, au metal symphonique,,, au death metal technique, et au death metal progressif. 

## Discographie
- 2014 : Inferi Sententia (EP)
- 2016 : Primordial (album)
- 2017 : Reclaimer (album)
- 2019 : Melancholy (album)
- 2022 : Elegy (album, Blood Blast Distribution)